# Euskelosaurus brownii
Euskelosaurus brownii („ještěr s dobrou nohou“) byl druh semibipedního sauropodomorfního dinosaura z čeledi Plateosauridae, možná stejného (synonymního) druhu jako byli Orosaurus, Plateosauravus a Gigantoscelus (jejichž fosilní materiál však není diagnostický a jedná se tedy v obou případech o nomen dubium).

## Objev
Taxon byl poprvé popsán britským přírodovědcem Thomasem Henrym Huxleym na základě fosilních kostí končetin a páteře. Zkamenělé pozůstatky tohoto druhu byly objeveny ve svrchnotriasových sedimentech Jihoafrické republiky, Lesotha a Zimbabwe.

## Rozměry
Euskelosaurus brownii byl středně velkým sauropodomorfem, dosahoval délky asi 8 až 9 metrů a hmotnosti kolem 2000 kilogramů. Patřil tak ve své době k prvním opravdu velkým dinosaurům. Některé znaky na kostře končetin naznačují, že nohy tohoto plateosaurida mohly být poněkud vybočené do stran, což je velmi netypické.